# Eskil Ervik
Eskil Ervik (* 11. Januar 1975 in Trondheim) ist ein norwegischer Eisschnellläufer.
Eskil Ervik gewann 1999 die Bronzemedaille bei den Allround-Weltmeisterschaften in Hamar und im Jahr 2000 die Silbermedaille bei den Europameisterschaften ebenfalls in Hamar. Im Jahr 2006 gewann er erneut die Silbermedaille bei der Europameisterschaft in Hamar.
Nachdem er zum amerikanischen Trainer Peter Mueller wechselte, verbesserte er sich sprunghaft. So lief er am 15. Oktober 2005 in Inzell einen neuen Otdoor-Weltrekord über 3000 Meter (3:44,90 min) und am 15. November 2005 verbesserte er den Rekord in Calgary auf 3:37,28 min. Acht Tage später holte er sich ebenfalls in Calgary den Weltrekord über 5000 m in einer Zeit von 6:12,19 min. Allerdings lief Chad Hedrick bereits im nächsten Paar schneller, so dass die Zeit von Eskil Ervik nicht als Weltrekord anerkannt wurde.
Bei den Olympischen Spielen 2006 in Turin belegte er den 10. Platz über 5000 m und den 11. Platz über 10.000 m. Zusammen mit Håvard Bøkko, Mikael Flygind Larsen, Øystein Grødum und Lasse Sætre belegte er den 4. Platz im Team Pursuit.
Nach der Saison 2006/07 konnte sich Eskil Ervik aufgrund der starken nationalen Konkurrenz nicht mehr für internationale Wettkämpfe (Weltcup, Europameisterschaften, Weltmeisterschaften) qualifizieren.
Ervik ist Athletenbotschafter der Entwicklungshilfeorganisation Right to Play.